# عين الدواء (برنامج)
عين الدواء (بالإنجليزية: Drug eye)‏ عين الدواء هو تطبيق الكتروني يحتوي علي منصات تشغيل أي أو اس واندرويد وويندوز ويعمل علي متصفحات الإنترنت
يحتوي التطبيق علي كافة معلومات الادوية المصرية ويستهدف فئة الاطباء والصيادلة في مصر
الإصدار الأول من التطبيق صدر لنظام التشغيل يوندوز سنة 2008 وصدرت نسخة متصفحات الويب 2012 ثم صدرت نسخة الاندرويد 2015 واخير ظهر إصدار اجهزة ابل سنة 2020
كتبت نسخة الويندوز بلغة البرمجة فيجوال بيسك وكتبتت نسخة متصفحات الويب بلغة البرمجة أي اس بي دوت نت وكتبت نسخة اجهزة ابل بلغة البرمجة سويفت كما كتبت نسخة الاندرويد بلغة البرمجة جافا
حل تطبيق عين الدواء محل كل المصادر الورقية التي تقدم نفس المحتوي وذلك بداية من الظهور الأول لنسخة الويندوز وازدات انتشار التطبيق في الاوساط الطبية والصيدلانية مع بداية ظهور نسخة الاندرويد حيث وصل عدد التحميلات الي مليون تحميل وهذا تقريبا هو العدد الفعلي للاطباء والصيادلة الاحياء في مصر
اسس التطبيق الصيدلي المصري صالح منصور بمعاونة فريق من جامعة المنصورة تحت المسئولية القانونية لشركة لابيردو للبرمجيات والمصرح بتداولة كمصنف فني من هيئة الاتصالات المصرية.

## معنى كلمة عين الدواء
كلمة (عين الدواء) هي كلمة عربية تشير إلى عين الرؤية والذي يفترض بالبرنامج أن يقوم محلها لمن يبحث عن دواء معين.

## مميزات برنامج عين الدواء «بدائل الأدوية»
- سهوله التعامل مع البرنامج من قبل المصممين.
- متوافق مع جميع إصدارات الويندوز XP,Vista,Windows 7 و Windows10
- يقوم بتصدير أعماله عبر أكثر من 12 امتداد. مثل: asp.net , java , android , windows , drug eye , visual basic swift , apple ios وغيرها.
- إمكانية تصدير العمل إلى برامج أخرى مثل أدوبي فوتوشوب ومايكروسوفت أوفيس.
- يحتوى البرنامج على عدة لغات ومنها العربية والإنجليزية.
- يمكنك البحث بالاسم التجاري أو الاسم العلمي أو الشركة أو السعر

يعرض بدائل الدواء ومثائله أو بدائله.
- يعرض معلومات كاملة عنه من حيث الجرعات الدوائية
- الية بحث ذكية تشبه طريقة جوجل وتصحيح اخطاء الكتابة.
- البحث أصبح متاحا باللغة العربية ابتداء من من إصدارات 2019/2020/2021.
- البرنامج من إنتاج شركة فايكود للانظمة بالتعاون مع التجمع الصيدلي المصري.[3]

## آلية عمل البرنامج
يستطيع البرنامج البحث في مخزونه من الأدوية والتي يتم تحديثها باستمرار، بأي صفة للدواء، سواء بالاسم العلمي للمادة الفعالة، أو بالاسم التجاري الذي تبنته الشركة المصنعة في جمهورية مصر العربية، أو بالزمرة الدوائية التي ينتمي لها الدواء، أو بسعره التقريبي. يمكن البحث باستعمال حرفين أو أكثر من اسم الدواء للحصول على كل الأدوية المتطابقة، كما يمكن استعمال الرموز من نجمة للحروف الغير مؤكدة في الكلمة.

## أدوات البرنامج
- الادوية والاسعار الجديدة حتي أول ديسمبر 2021.
- إضافة شاشة الخدمات القانونية العاجلة للصيادلة المصريين.
- إضافة شاشة البحث في قواعد بيانات تيتان لتوسيع نتائج البحث.

## دليل بدائل الدواء المصري «برنامج Drug Eye»
بخلاف أنه سيساعدك بالتأكيد أثناء محاولة عمل الإسعافات الأولية لمريض، يعد التطبيق من التطبيقات النادرة، حيث أن فكرته من الأفكار المستجدة والحديثة في هذا المجال، أي أنك تستطيع أن تتعرف على المزيد من المعلومات المختلفة من خلاله عن الصيدلية الخاصة بك. تم إنتاج هذا التطبيق أول مرة من خلال أطباء شركة فايكود بمجهود كبير من أطباء مصر، حيث انهم استطاعوا أن يقومون بإدخال المزيد من التكنولوجيا إلى عالم الصيدلة وأهم ما يحتاجه الطبيب الصيدلي خلال عمله.
نال هذا التطبيق إعجاب الكثير من صيادلة مصر من جميع أنحاء الدولة، مما قامت الكثير من الصيدليات باستخدام تلك التطبيق على أجهزتهم حيث إنها سوف تجعلهم يوفرون الكثير من الوقت الضائع في عمليات البحث عن الأدوية التي من الممكن أن تطول إلى ساعات مختلفة.

## شرح استخدام Drug Eye
- تستطيع أن تقوم بالتعامل مع هذا تطبيق Drug Eye بشكل مثالي وبسيط من خلال إحدى الخطوات القادمة:

- قم بالدخول إلى التطبيق ومن ثم قم بالبحث عن الدواء الذي تريده في الخانة الصحيحة للبحث.
- يمكنك أن تقوم بتحديد نوع البحث بالشركة أو باسم الدواء أو بالسعر المناسب لك.
- كما أنك تستطيع أن تبحث عن بدائل مختلفة للدواء في حالة عدم تواجده في الوقت الحالي، وبهذا الشكل يمكنك معرفة المزيد من المعلومات عن الكثير من الأدوية.